# 옥천 죽향초등학교 구 교사
옥천 죽향초등학교 구 교사(沃川 竹香初等學校 舊 校舍)는 옥천지역을 대표하는 최초의 공립학교 교사이다. 2003년 6월 30일 대한민국의 국가등록문화재 제57호로 지정되었다.

## 개요
목조 단층의 3개의 교실을 갖춘 목재바른판 벽을 가로로 대어 마감된 편복도형 교사건물 (1936년 건축)로 옛 교사의 흔적이 비교적 잘 남아있으며, 이 학교는 시인 정지용, 고 육영수여사 등 많은 저명인사들을 배출하기도 하였다.

## 같이 보기
- 죽향초등학교
- 정지용
- 육영수

## 참고 자료
- 옥천 죽향초등학교 구 교사 - 국가유산청 국가유산포털